# RevConnect
RevConnect è un software di peer-to-peer (P2P) che utilizza la rete Direct Connect ed è basato sul source code di DC++. 
I principali miglioramenti di questo client rispetto all'originale sono:
- Il Multiple Sources Downloading: la possibilità di scaricare lo stesso file da più utenti contemporaneamente, aumentando notevolmente la velocità di scaricamento.
- Il supporto di Kademlia
- La Condivisione dei file incompleti: migliora notevolmente la velocità e la disponibilità dei file condivisi.
- Il sistema a crediti: simile a quello utilizzato su eMule.
- Auto Search Migliorato: quando si procede con il download di un nuovo file non è più necessario effettuare la ricerca di nuove fonti manualmente.

A fine ottobre 2009 collegandosi al sito ufficiale del programma appariva un messaggio indicante che l'account al sito web era stato sospeso e che il dominio non era al momento disponibile, ma dopo pochi giorni tutto è tornato normale.